# 函数记录仪
函数记录仪是一种常用的通用记录仪，主要功能是在直角坐标上自动描绘出两个电量的函数关系，同时其走纸机构用以描绘一个电量对时间的函数关系。其主要由衰减器、测量元件、放大元件、伺服电动机-测速机组、齿轮系和绳轮等组成。最为常见的是X-Y函数记录仪。